# 陈启瑾
陈启瑾，中国科学技术大学教授，主要从事凝聚态理论、冷原子物理方面的研究工作。入选中华人民共和国教育部2008年度"长江学者"特聘教授。曾就读于芝加哥大学，在同校从事凝聚态理论及冷原子物理理论研究。